# سایاکا میتانی
سایاکا میتانی (انگلیسی: Sayaka Mitani؛ زادهٔ ۱۳ مهٔ ۱۹۹۵) بازیکن فوتبال اهل ژاپن است.